# Nomenklatur (Chemie)
Unter Nomenklatur versteht man in der Chemie die möglichst systematische und international möglichst einheitliche Namensgebung für chemische Stoffe. Dabei gilt heute als wichtig, dass ein Verbindungsname eindeutig ist und nur zu einer einzigen Strukturformel führt. Die Bezeichnung „Ethanol“ bezeichnet beispielsweise nur die Verbindung CH3–CH2–OH und keine andere. Umgekehrt haben chemische Verbindungen aber keinen eindeutigen Namen, z. B. kann man die Verbindung CH3–CH2–OH nach verschiedenen Nomenklatursystemen sowohl als „Ethanol“ als auch als „Ethylalkohol“ bezeichnen.

## Geschichte

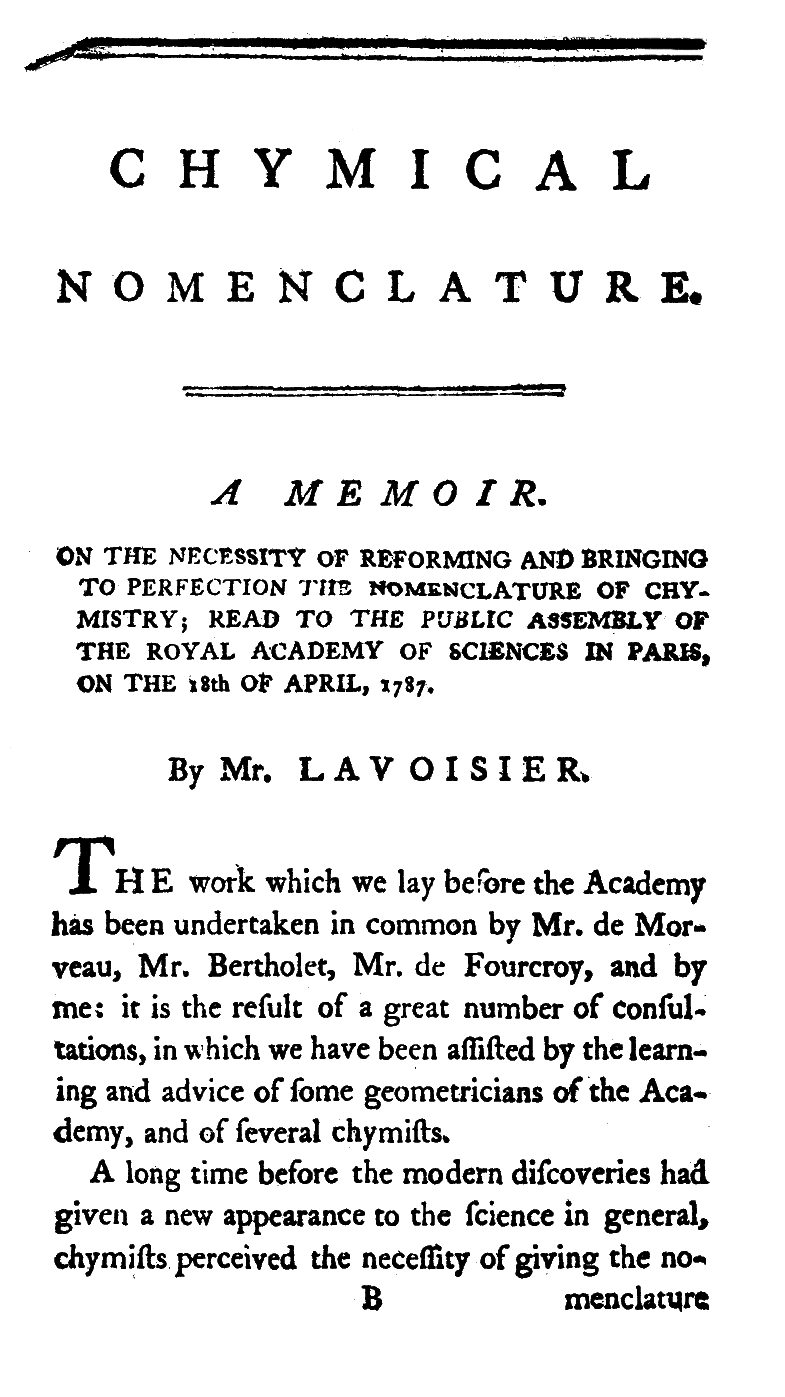
Erste Seite von Lavoisiers Chymical Nomenclature in Englisch (1787).

Bis ins 18. Jahrhundert war die Bezeichnung chemischer Stoffe sehr uneinheitlich. Einen wichtigen Schritt in Richtung Systematisierung stellte 1787 das Buch Méthode de nomenclature chimique von Louis Bernard Guyton de Morveau, Antoine Laurent de Lavoisier, Claude Louis Berthollet und Antoine François de Fourcroy dar. Jöns Jakob Berzelius führte um 1825 die chemische Zeichensprache mit Buchstaben für chemische Elemente ein. 1860 schlug ein Komitee unter Leitung von Friedrich August Kekulé ein internationales Bezeichnungssystem für organische Verbindungen vor. 1919 wurde die International Union of Pure and Applied Chemistry (IUPAC) gegründet. Seitdem betrachtet sie die Festlegung internationaler Standards für die chemische Nomenklatur als ihre Hauptaufgabe.

## Die IUPAC-Nomenklatur
Um die Bezeichnungsweisen für chemische Verbindungen zu vereinheitlichen, gibt es die als international verbindlich vereinbarten Richtlinien der IUPAC (International Union of Pure and Applied Chemistry) und der IUBMB (International Union of Biochemistry and Molecular Biology) sowie deren als Ausgleichskommission eingesetzte Joint Commission on Biochemical Nomenclature. Diese regeln den englischen Sprachgebrauch. Die Bezeichnungen in anderen Sprachen werden von den nationalen Chemikerverbänden entsprechend übertragen. So ist im deutschsprachigen Raum der Deutsche Zentralausschuss für Chemie unter Geschäftsführung der Gesellschaft Deutscher Chemiker (GDCh) im Einvernehmen mit den nationalen IUPAC-Mitgliedsgesellschaften der Schweiz und Österreich für die Umsetzung zuständig. Auch die IUPAC selbst verwendet in ihren Elementlisten viele englische Namen statt der den Elementkürzeln zugrunde liegenden (z. B. Potassium, Sodium, Tungsten, Mercury). Die Bedürfnisse verschiedener Sprachen und sogar des Englischen selbst werden von der IUPAC ausdrücklich anerkannt. Besonders stringente Nomenklaturregelungen sind insbesondere für Index-Werke für chemische Stoffe wie Beilsteins Handbuch der Organischen Chemie und Chemical Abstracts bis vor kurzem notwendig gewesen, da deren System zur Auffindung von Einträgen bis zur Einführung elektronischer Recherche hauptsächlich danach erfolgte.
Da die systematische Bezeichnung von chemischen Verbindungen nach diesen Regeln oft sehr kompliziert ist, wird von den Chemikern im Alltagsgebrauch bis hin zu wissenschaftlichen Publikationen weiterhin eine große Anzahl von traditionellen Namen oder neu geschaffenen, anerkannten Kurznamen verwendet. Die IUPAC unterscheidet zwischen Trivialnamen, die keinen Bezug zur systematischen Nomenklatur haben (z. B. Wasser, Harnstoff, Glycerin oder Glaubersalz), semisystematischen Namen oder Semitrivialnamen, die zumindest einen Teil eines systematischen Namens verwenden (z. B. Kohlendioxid statt Kohlenstoffdioxid oder Trityl für die Triphenylmethyl-Gruppe) und den bereits erwähnten systematischen Namen.
Auch für die Erfindung neuer Trivialnamen, z. B. von neu entdeckten Naturstoffen, gibt es IUPAC-konforme Regeln.
Ferner herrschen bei den Elementnamen die nationalen Gewohnheiten vor und selbst der IUPAC-Namensstamm entspricht nicht durchgängig dem für die Formelkürzel maßgebenden Namen (Beispiel Hg = Hydrargyrum, dt. Quecksilber, IUPAC-Wurzel „mercur“ wie engl. mercury und lat. Mercurius).

### Elementnamen und -symbole
Die Namen der chemischen Elemente werden von den Entdeckern festgelegt. Für unbekannte oder neue Elemente, die noch keinen Namen erhalten haben, gibt es systematische Elementnamen, die sich von der Kernladungszahl ableiten. Eine systematische Anordnung der Elemente nach ihrer Elektronenkonfiguration bietet das Periodensystem der Elemente. Für einige Elemente existieren alte deutsche Bezeichnungen, die in mehreren Revisionen von der IUPAC an die im englischsprachigen Raum gebräuchlichen angepasst wurden. Dies betraf vor allem Elementnamen, in denen die Buchstaben k und z gegen c ausgetauscht wurden. Beispiele sind Kalzium – Calcium, Silizium – Silicium oder Kobalt – Cobalt. Aber auch einige andere Schreibweisen wie Jod zu Iod oder Wismut zu Bismut wurden geändert. Während in der Chemie überwiegend die neuen Bezeichnungen verwendet werden, werden in anderen Bereichen und im allgemeinen Sprachbereich vielfach noch die alten Namen genutzt.
Für jedes Element existiert ein Kürzel aus ein bis drei Buchstaben (Elementsymbol). Die Elementsymbole sind international gültig, sie werden also beispielsweise auch auf Japanisch durch lateinische Buchstaben wiedergegeben.
Will man ein bestimmtes Isotop eines Elements bezeichnen, so stellt man dessen Massenzahl hochgestellt vor das Elementsymbol, zum Beispiel 12C für das Kohlenstoff-12-Isotop, 235U für Uran-235 etc. Die schweren Isotope des Wasserstoffs, 2H (Deuterium) und 3H (Tritium), besitzen mit D bzw. T auch ein eigenes Elementsymbol.
Um Verbindungen von verschiedenen Elementen untereinander zu benennen, werden die Elementnamen teilweise abgewandelt und mit Nachsilben versehen. Dazu verwendet man den Namensstamm, welcher aus dem lateinischen bzw. griechischen Elementnamen abgeleitet ist. So wird beispielsweise der Sauerstoff in der Verbindung Aluminiumoxid (Al2O3) durch seinen Namensstamm (ox) und die Endung -id angegeben.

### Zahlenpräfixe in chemischen Namen
Falls eine Art von Atomen oder Atomgruppen in einem Molekül mehrfach vorkommt, wird die Anzahl durch ein entsprechendes Zahlenpräfix (Vorsilbe) angegeben, das von den griechischen Zahlwörtern abgeleitet ist und dem Namen des entsprechenden Atoms bzw. der entsprechenden Atomgruppe vorangestellt wird. Ausgenommen sind nona und undeca, welche aus dem Lateinischen abgeleitet sind.
| Anzahl | Vorsilbe (Präfix) |
| ------ | ----------------- |
| 1      | mono oder hen     |
| 2      | di oder do        |
| 3      | tri               |
| 4      | tetra             |
| 5      | penta             |
| 6      | hexa              |
| 7      | hepta             |
| 8      | octa              |
| 9      | nona              |
| 10     | deca              |
| 11     | undeca            |
| 12     | dodeca            |
| 13     | trideca           |
| 14     | tetradeca         |
| …      |                   |

| Anzahl | Vorsilbe (Präfix) |
| ------ | ----------------- |
| 20     | icosa             |
| 21     | henicosa          |
| 22     | docosa            |
| 23     | tricosa           |
| …      |                   |
| 30     | triaconta         |
| 31     | hentriaconta      |
| …      |                   |
| 40     | tetraconta        |
| 50     | pentaconta        |
| 60     | hexaconta         |
| 70     | heptaconta        |
| 80     | octaconta         |
| 90     | nonaconta         |

| Anzahl | Vorsilbe (Präfix) |
| ------ | ----------------- |
| 100    | hecta             |
| 101    | henhecta          |
| 200    | dicta             |
| 222    | docosadicta       |
| 300    | tricta            |
| 362    | dohexacontatricta |
| 400    | tetracta          |
| 500    | pentacta          |
| 600    | hexacta           |
| 700    | heptacta          |
| 800    | octacta           |
| 900    | nonacta           |
| 1000   | kilia             |
| 2000   | dilia             |
| 3000   | trilia            |

Die Präfixe mono und di werden nur für Eins und Zwei verwendet. In Verbindung mit anderen Zahlwörtern (21, 101 etc.) werden hen und do verwendet. Die Bildung des kompletten Zahlwortes erfolgt dabei von hinten nach vorne.
| Do-                             | -nonaconta- | -tetracta- | -kilia |
| ------------------------------- | ----------- | ---------- | ------ |
| 2                               | 90          | 400        | 1000   |
| 1492 = Dononacontatetractakilia |             |            |        |

Beispiele:
- P4S7 Tetraphosphorheptasulfid
- SO3 Schwefeltrioxid
- CH2Cl2 Dichlormethan

#### Weglassen von Zahlenpräfixen
Bei Metallverbindungen nennt man nur die Wertigkeit bzw. Oxidationszahl, die das Metall in dieser Verbindung (Ionenbindung) besitzt: z. B.: CrO3 Chrom(VI)-oxid, gelesen Chrom-sechs-oxid, anstatt Chromtrioxid (Stocksche Nomenklatur). Die Wertigkeit bzw. Oxidationszahl wird dabei mit römischen Zahlen angegeben.
Falls der Name einer Verbindung dadurch eindeutig bleibt, kann man die Wertigkeit auch weglassen. So gibt es z. B. nur ein einziges Oxid des Aluminiums, nämlich Al2O3, weshalb man statt Aluminium(III)-oxid auch einfach Aluminiumoxid schreiben kann.
Sehr oft wird die Vorsilbe mono- weggelassen, z. B. NaCl = Natriumchlorid und nicht Natriummonochlorid.

#### Alternative Zahlenpräfixe
Falls mehrere identische Gruppen vorhanden sind, bei denen die Verwendung der obigen Vorsilben missverständlich wäre, werden die folgenden aus dem griechischen hergeleiteten Präfixe verwendet. Ab Vier wird das einfache Zahlenpräfix zusammen mit der endung -kis verwendet.
| Anzahl | Vorsilbe (Präfix) |
| ------ | ----------------- |
| 1      | hen               |
| 2      | bis               |
| 3      | tris              |
| 4      | tetrakis          |
| 5      | pentakis          |
| 6      | hexakis           |
| …      |                   |
| 21     | henikosakis       |

Beispiele:
- Ca5F(PO4)3 Pentacalciumfluoridtrisphosphat – Durch Verwendung der Vorsilbe tris ist sofort klar, dass es sich nicht um die Triphosphatgruppe [P3O10]5− handelt, sondern um drei Phosphatgruppen [PO4]3−.
- 5,6-Bis(1,1-dimethylpropyl)undecan – die Verwendung der Vorsilbe bis zeigt sofort, dass es sich hier um zwei identische 1,1-Dimethylpropyl-Substituenten handelt.

Für die direkte Verknüpfung von identischen Einheiten verwendet man die folgenden Vorsilben, welche von den lateinischen Zahlwörtern abgeleitet sind:
| Anzahl | Vorsilbe (Präfix) |
| ------ | ----------------- |
| 2      | bi                |
| 3      | ter               |
| 4      | quater            |
| 5      | quinque           |
| 6      | sexi              |
| 7      | septi             |
| usw.   |                   |

Beispiel:
- C6H5–C6H5 heißt Biphenyl (und nicht Diphenyl oder Bisphenyl).

## Anorganische Chemie

### Formeln von anorganischen Verbindungen
Beim Schreiben von Formeln von chemischen Verbindungen folgt man im Wesentlichen der Elektronegativitätsskala der chemischen Elemente. Man beginnt immer mit dem elektropositiveren Verbindungspartner, deshalb schreibt man etwa AgCl, Al2O3, PCl5 und nicht umgekehrt. Eine Ausnahme von dieser Regel sind die Wasserstoffverbindungen.

### Wasserstoffverbindungen
Wasserstoffatome schreibt man in den Formeln an letzter Stelle (NH3, SiH4 etc.). Handelt es sich jedoch um aciden Wasserstoff (d. h. die Verbindung reagiert in wässriger Lösung sauer), so schreibt man den Wasserstoff am Anfang der Formel (HF, HCl, HBr, HI, H2O, H2O2, H2S, H2Se, H2Te). Bei der Benennung dieser Verbindungen wird beispielsweise neben dem Namen „Hydrogenfluorid“ für HF oder „Hydrogenchlorid“ für HCl auch der insbesondere im Labor wesentlich gebräuchlichere Name Fluorwasserstoff bzw. Chlorwasserstoff verwendet. Letztere sind aufgrund der eindeutigeren Bezeichnung insgesamt zu bevorzugen, da es sich bei diesen Verbindungen nicht um Salze mit den entsprechenden Anionen handelt, sondern aufgrund der hohen Elektronegativitätszahlen nur um stark partiell geladene Dipolverbindungen, in denen eine stark polare kovalente Bindung (Atombindung) vorliegt. Außerdem ist aufgrund der Eindeutigkeit bei der Benennung zu beachten, dass beispielsweise unter „Hydrogenfluorid“ Salze des Typs MHF bzw. MF×HF (mit M = einwertiges Metall) verstanden werden, somit ist Fluorwasserstoff bevorzugt zu verwenden. Auch bei anorganischen Oxosäuren schreibt man den Wasserstoff am Anfang der Formel, obwohl er eigentlich am Sauerstoff gebunden ist, also für Schwefelsäure zum Beispiel H2SO4 statt SO2(OH)2.

### Radikale
Zur Benennung des Radikals wird dem Stammnamen die Endung -yl angehängt. Dies gilt sowohl in der organischen wie auch in der anorganischen Chemie.
Beispiele:
HO•: Hydroxyl (Stamm: Hydrox-), •CH3: Methyl (Stamm: Meth-) und R–O•: Oxyl (z. B. 2,2,6,6-Tetramethylpiperidinyloxyl)
Einige Radikale haben, besonders bei den Sauerstoffverbindungen, spezielle Namen.

## Organische Chemie
Die Empfehlungen der IUPAC für die Benennung organischer Verbindungen werden im sogenannten Blue Book publiziert.

Der systematische Name der Aminosäure ADDA zeigt viele Bestandteile der substitutiven Nomenklatur auf: (2S,3S,4E,6E,8S,9S)-3-Amino-9-methoxy-2,6,8-trimethyl-10-phenyldeca-4,6-diensäure.

Die IUPAC gestattet verschiedene Arten der Nomenklatur, empfiehlt jedoch vorwiegend die Verwendung der substitutiven Nomenklatur. Für die substitutive Benennung geht man von einem Stammsystem aus, das durch die Ersetzung oder Entfernung von Wasserstoffatomen (Substituenten, Mehrfachbindungen, Ladungen, Radikale) verändert wird. Für die Benennung der Verbindung wird der Name des Stammsystems direkt übernommen oder ggf. angepasst, und die Namen der substituierenden Gruppen werden dem Stammsystem als Präfixe oder als Suffix angefügt. Die ranghöchste funktionelle Gruppe oder ein Radikal oder Ion bestimmen das Suffix, alle anderen Substituenten werden als Präfix vorangestellt.
Als Ergänzung zum Stammsystem wird bei entsprechenden Verbindungen ein Deskriptor genanntes Präfix vor dem systematischen Substanznamen ergänzt, das u. a. die Konfiguration oder die Konformation des Moleküls beschreibt. Häufig werden Deskriptoren in Kombination mit Lokanten zur genauen Beschreibung bestimmter Positionen von Atomen oder Bindungen verwendet, um eine chemische Struktur eindeutig zu benennen.
Neben der substitutiven Nomenklatur existieren die radikofunktionelle Nomenklatur, die multiplikative Nomenklatur, die Ersetzungsnomenklatur, die funktionelle Ersetzungsnomenklatur und die konjunktive Nomenklatur. Des Weiteren kennt die Organische Chemie eine große Anzahl an Trivialnamen und Nomenklatursysteme, die auf bestimmte Stoffgruppen zugeschnitten sind.

## Biochemie
Für die Nomenklatur von Enzymen gibt es gemeinsame Richtlinien der IUPAC und der IUBMB (International Union of Biochemistry and Molecular Biology). Nach dieser Nomenklatur enden Enzymnamen mit -ase und enthalten eine Information über die Funktion des Enzyms. Details unter dem Stichwort Enzym und auf der Website der IUBMB.
Außerdem wurde ein Codesystem (siehe EC-Nummern) entwickelt, in dem die Enzyme unter einem Zahlencode aus vier Ziffern zu finden sind.
Für Nukleinsäuren gilt die Nukleinsäure-Nomenklatur.

## Bezeichnungsstandards außerhalb der IUPAC-Vorschriften
Die alternative N-X-L-Nomenklatur dient der Bezeichnung hypervalenter Verbindungen. Für den praktischen Umgang mit chemischen Stoffen im Alltag gibt es zudem Normen, Nummernsysteme und Stoffdatenbanken unterschiedlicher Ausrichtung:
- Die E-Nummern bezeichnen in der Europäischen Union zugelassene Lebensmittelzusatzstoffe.
- Für Kunststoffe gibt es durch eine ISO-Norm festgelegte Kurzzeichen. Sie werden in Recycling-Codes verwendet.
- Die CAS-Nummern sind eindeutige Identifikatoren für chemische Stoffe und Gemische in Form von gruppierten Nummern. Stand April 2018 hat die CAS-Datenbank einen Bestand von rund 140 Millionen Einträgen.[5]
- Die international gültigen UN-Nummern werden für Gefahrgüter verwendet. Sie werden einzelnen Substanzen oder Gruppen gleicher Gefahr zugeordnet und sind in der Logistikkette und für Rettungskräfte von Bedeutung.
- Stoffe, die in der EU gehandelt werden, haben EG-Nummern. Diese sind eine wichtige Ordnungskategorie des Europäischen Chemikalienrechts (REACH-Verordnung).